# Saxifraga aspera
Saxifraga aspera là một loài thực vật có hoa trong họ Saxifragaceae. Loài này được Carl von Linné miêu tả khoa học đầu tiên năm 1753.